# 六冲河
六冲河，是中国长江流域的一条河流，汇入乌江北源，属于乌江水系。河长273千米，流域面积10874平方千米，多年平均流量176立方米每秒。自然落差1294米。水能理论蕴藏量47万千瓦。